# سیارک ۳۸۴۶۱
سیارک ۳۸۴۶۱ (به انگلیسی: 38461 Jiritrnka، نامگذاری:1999TR17) سی و هشت هزار و چهارصد و شصت و یکمین سیارک کشف شده‌است که در ۱۵ اکتبر ۱۹۹۹ کشف شد.